# Зец, Гойко
Гойко Зец (сербохорв. Гојко Зец; 15 сентября 1935, Ораховица, Королевство Югославия — 3 ноября 1995, Луанда, Ангола) — югославский футбольный тренер.

## Биография
В качестве футболиста играл за молодёжный состав «Црвены звезды» и «Вождовачки». Первой его серьёзной тренерской командой стал ОФК. В дальнейшем он возглавлял ряд ведущих югославских клубов. Наибольших успехов Зец добился у руля «Црвены звезды», с которой он побеждал в чемпионате и в кубке страны. В 1977 году специалист вместе с Марко Валоком и Стеваном Вилотичем был членом тренерской комиссии сборной Югославии.
В дальнейшем работал с коллективами из Греции, ОАЭ и Анголы. В африканской стране югослав выигрывал все национальные титулы с клубом «Петру Атлетику».

## Смерть
3 ноября 1995 года Гойко Зец был застрелен во время вооруженного ограбления в ангольской столице Луанде.

## Достижения
- Чемпион Югославии (2): 1976/77, 1983/84.
- Обладатель Кубка Югославии (1): 1985.
- Чемпион Анголы (2): 1994, 1995.
- Обладатель Кубка Анголы (3): 1992/93, 1993/94, 1994/95.
- Обладатель Суперкубка Анголы (2): 1993, 1994.
- Обладатель Кубка ОАЭ (1): 1988.